# Camminghaburen
Camminghaburen ligt in de wijk Camminghaburen e.o. in de stad Leeuwarden, provincie Friesland (Nederland). Er wonen circa 11.500 inwoners.
Camminghaburen bestaat uit de buurten Camminghaburen-Noord, Camminghaburen-Midden en Camminghaburen-Zuid. Het ligt aan de noordoostzijde van Leeuwarden. Camminghaburen is tussen 1977 en 1996 gebouwd, ligt aan het water en heeft een eigen treinstation.
Centraal gelegen ligt het park Lieuwenburgzoom dat deels is omsloten door het Groenesterpad, een fietspad dat dwars door de wijk loopt. Aan de noordelijke kant van het park ligt een visvijver/waterpartij die de diverse watergangen in de wijk met elkaar verbindt. Het park bestaat uit een grote groenstrook en meerdere speelplaatsen, waaronder een basketbalveld, een voetbalkooi, klimtoren en halfpipe. Het park ligt vlak naast een aantal basisscholen.

## Kunst
Door de wijk loopt een kunstroute uit de periode 1989 tot 1997 bestaande uit elf kunstwerken. Deze kunstwerken zijn van de hand van de kunstenaars Hans van Meeuwen, Alfred Eikelenboom, Kazuo Katase, Irene Fortuyn, Jozef van der Horst, Tilly Buij, Jan van de Pavert, Aldo Rossi, Hans Janselijn, R.W. van de Wint, en het tweetal Matthijs van Dam en Peter Jansen. 